# George Butterworth
George Sainton Kaye Butterworth MC (* 12. Juli 1885 in London; † 5. August 1916 bei Pozières, Somme) war ein englischer Komponist.

## Leben
George Butterworth wurde in eine musikalische Familie hineingeboren, die in seinen ersten Lebensjahren nach Yorkshire zog. Den ersten Musikunterricht bekam er von seiner Mutter, einer Sängerin. Er begann früh zu komponieren. Sein Vater Alexander Butterworth (später General Manager der North Eastern Railway) hatte jedoch eine Ausbildung zum Rechtsanwalt für ihn vorgesehen. So wurde er erst auf das Eton College in Eton geschickt und studierte anschließend am Trinity College in Oxford.
Dort konzentrierte er sich zunehmend auf die Musik und traf auf den Volksliedsammler Cecil Sharp sowie den Komponisten und Volkslied-Enthusiasten Ralph Vaughan Williams. Butterworth und Vaughan Williams unternahmen mehrere Reisen in das ländliche England, um dort Volkslieder zu sammeln, die beide Komponisten auch stilistisch beeinflussten. Butterworth fühlte sich besonders zum Volkstanz hingezogen und führte entsprechende Forschungen durch.
Vaughan Williams und Butterworth schlossen enge Freundschaft. Auf eine Anregung von Butterworth hin arbeitete Vaughan Williams eine sinfonische Dichtung in seine 2. Sinfonie (die London Symphony) um. Als zu Beginn des Ersten Weltkriegs die Partitur der Sinfonie in Deutschland verloren ging, rekonstruierte sie Butterworth aus den Orchesterstimmen. Vaughan Williams widmete ihm das Werk postum.
Nach dem Abschluss in Oxford begann Butterworth eine Laufbahn als Musiker, schrieb Kritiken für The Times, komponierte und lehrte am Radley College in Oxfordshire. Er studierte auch kurz am Royal College of Music in London, wo er unter anderem von Hubert Parry unterrichtet wurde.

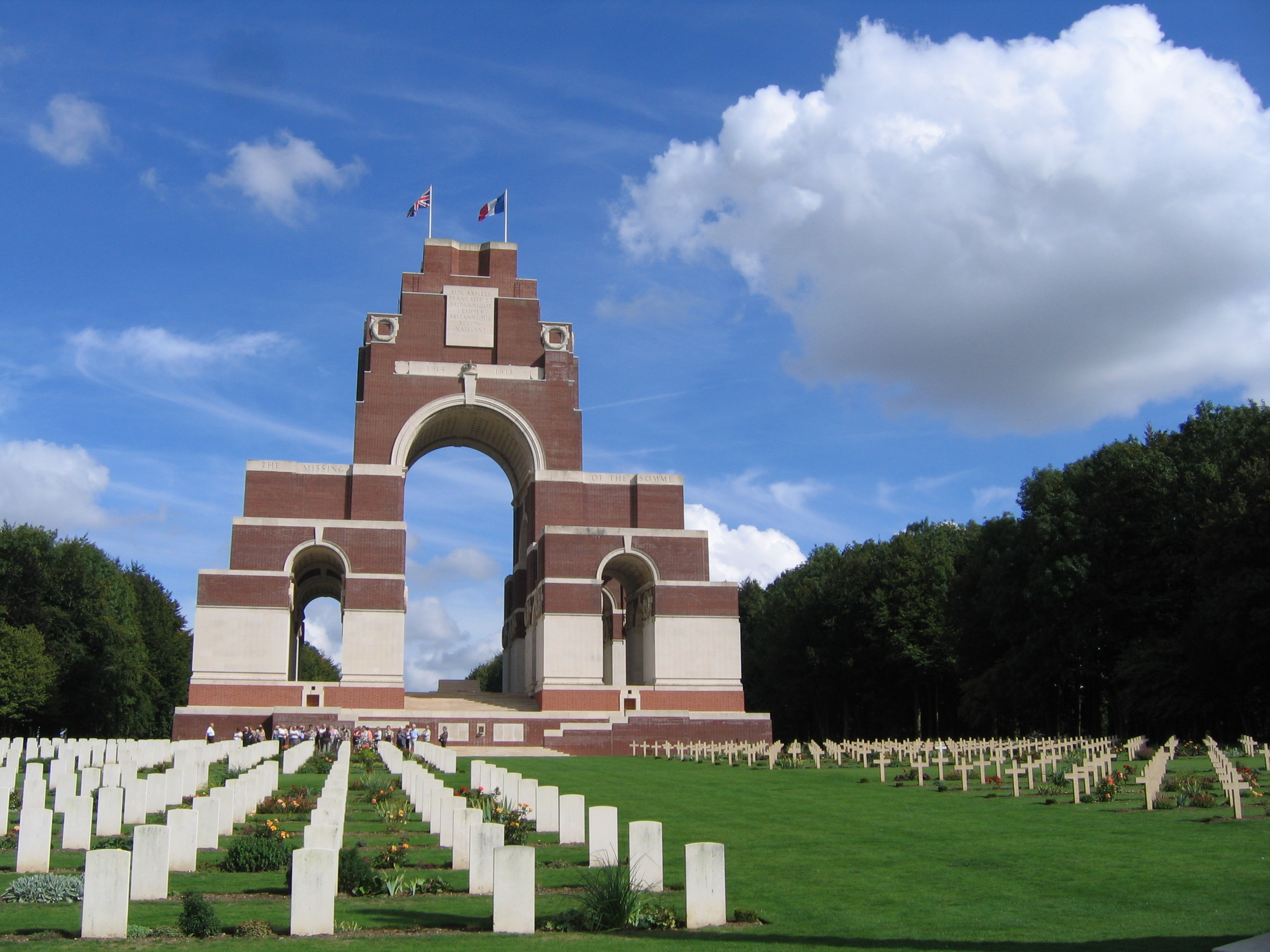
Thiepval-Denkmal bei Pozières

Nach Ausbruch des Ersten Weltkriegs meldete sich Butterworth zum Militärdienst. Er fiel 1916 im Alter von 31 Jahren in der Schlacht an der Somme bei Pozières, getroffen von der Kugel eines deutschen Scharfschützen. Sein Leichnam wurde nie gefunden, nur sein Name steht am Thiepval-Denkmal, nahe der Somme. Damit war eine der glänzenden Hoffnungen der englischen Musik des 20. Jahrhunderts ausgelöscht. Posthum wurde er mit dem Military Cross ausgezeichnet.

## Werk
Von Butterworth ist nur wenig Musik erhalten, denn er vernichtete, bevor er eingezogen wurde, selbstkritisch viele seiner Werke. Unter dem, was blieb, sind seine Kompositionen über A. E. Housmans Gedichtsammlung A Shropshire Lad (1911/12) am bekanntesten. Viele englische Komponisten seiner Zeit vertonten Gedichte von Housman, aber keine dieser Kompositionen erreichte die Popularität der beiden Liedzyklen (für Singstimme und Klavier) von Butterworth. Sie werden heute selten komplett dargeboten, sechs Lieder werden aber oft gemeinsam aufgeführt, wobei Is My Team Ploughing? das bekannteste ist. Ein anderes, Lovliest of Trees, ist Grundlage einer Orchesterrhapsodie, die als Pendant 1912 entstand und ebenfalls den Namen A Shropshire Lad erhielt. Auf Parallelen zwischen der sich mit dem Tod befassenden Dichtung A Shropshire Lad, die im Zusammenhang mit dem Burenkrieg entstand, und Butterworths Tod bald darauf im Ersten Weltkrieg wird häufig hingewiesen.
Gelegentlich zu hören sind Butterworths einzige Orchesterwerke – neben der genannten Rhapsodie A Shropshire Lad (1912) noch Two English Idylls von 1911 und sein letztes, vielleicht bestes Werk The Banks of Green Willow von 1913.